# 方本仁
方 本仁（ほう ほんじん）は、中華民国の軍人。当初は北京政府、直隷派に属した。後に国民政府（中国国民党）に転じ、張学良を易幟させるなどの活動を行った。字は耀亭、耀廷。

## 事績

### 直隷派としての活動
1902年（光緒28年）、武昌右旗馬隊営に入隊する。その後、湖北陸軍特別小学堂に入学し、1907年（光緒33年）には北京陸軍軍官学堂（後の北洋陸軍大学）第2期に進学した。1909年（宣統元年）に卒業すると、禁衛軍騎兵排長（小隊長に相当）に任ぜられる。まもなく第6鎮第11協統領となった李純の下で方本仁は参謀長代理に任ぜられた。
中華民国建国後の1913年（民国元年）に李純が江西都督に任ぜられると、方本仁はその下で都督府参議庁庁長、陸軍将校講習所所長、督軍署参謀長などを歴任する。1917年（民国6年）、贛西鎮守使に任命される。1922年（民国11年）、新たに江西督軍となった蔡成勲の下で、方は贛南鎮守使兼粤贛辺防督弁兼援粤軍総司令に任命された。1923年（民国12年）3月、粋威将軍の位を授かる。
1924年（民国13年）12月、蔡成勲が広州の中国国民党討伐に失敗すると、方本仁はこの機を捉えて兵変により蔡を下野に追い込んだ。こうして方は北京政府中央から暫署江西督弁に任命され、翌1925年（民国14年）1月、正式に江西督弁に任命されている。同年11月、孫伝芳の下で五省聯軍贛軍（江西軍）総司令に任命された。しかし1926年（民国15年）3月、呉佩孚に支援された方配下の師長鄧如琢らが兵変を起こし、方は下野に追い込まれてしまう。

### 国民党への易幟とその後
そのため方本仁は、広東省に逃れて国民党に易幟し、同年8月、江西宣撫使兼第11軍軍長等に任命された。翌月、方は北伐軍に従軍し、江西省攻略に貢献している。しかし南昌攻略の際に、方自ら説得して降伏させた3人の敵軍師長が蔣介石の命で処刑されたため、方はこれに怒り辞職してしまった。1927年（民国16年）春、蔣の招請に応じて復帰し、何成濬と共に国民政府を代表して、北京で開かれた南北和平会談に出席している。1928年（民国17年）2月、中央政治会議委員兼太原政務委員会委員に任命された。
1928年（民国17年）6月、張作霖爆殺事件が勃発すると、方本仁は国民政府代表として東北に向かい、張作霖の葬儀に出席した。以後、方は張学良を易幟させるために活動し、これを妨害しようとする日本側と激しい折衝も行っている。最終的に同年末に張学良は易幟し、方は東北政務委員会委員に任ぜられた。1929年（民国18年）3月、国民党3期1中全会で中央政治会議委員に補欠選任され、同年5月、湖北省政府民政庁庁長兼代理省政府主席に任命された。同年10月、軍事委員会委員長北平行営主任に起用され、1930年（民国19年）には国軍編遣委員会委員等に任ぜられた。1931年（民国20年）4月、軍事参議院上将参議に任命され、同年12月には国民党第4期中央執行委員に選出された。しかし蔣介石と意見が合わず、この年をもって方は下野した。
1932年（民国21年）以降の方本仁は実業家として活動し、武漢で長江飯店を合弁により経営した他、さらに2隻の船を所有して運輸事業も行ったとされる。また中国農工銀行常務董事（理事）、江南鉄路公司監察人等も務めた。日中戦争（抗日戦争）が勃発して武漢が陥落すると、方は親日政権参加を日本軍などから求められている。しかし方はこれを拒否し、黄州に僧侶として隠棲した。1949年（民国38年）、華中軍政長官白崇禧から民軍総指揮に任命されたが、方は就任を拒否、起義（反国民党蜂起）して中国人民解放軍に呼応している。1951年2月15日、天津で病没。享年72。

## 注
1. ↑  団風県人民政府による。徐主編（2007）、224頁によると「標哨官」。
2. ↑  団風県人民政府による。徐主編（2007）、224頁によると第6鎮三等参謀官、二等参謀官、一等参謀官を歴任したとされる。
3. ↑  団風県人民政府は「1912年」としているが、これは誤り。
4. 1 2 3 4  団風県人民政府による。
5. 1 2 3 4  徐主編（2007）、224頁。
6. ↑  団風県人民政府による。徐主編（2007）、224頁は「1927年6月」としている。
7. ↑  団風県人民政府による。徐主編（2007）、224頁によると東北政務委員会委員に任命されたのは「1930年」としている。
8. ↑  団風県人民政府による。徐主編（2007）、224頁によると、1932年（民国21年）に方は湖北清郷委員会主席に任ぜられた、としている。
9. ↑  団風県人民政府による。来ほか『北洋軍閥史』1103頁は「日本軍に投降した（原文「投敵」）」としている。